# Ryegate
Ryegate é uma povoado no estado estadounidense de Montana, no Condado de Golden Valley.

## Demografia
Segundo o censo americano de 2000, a sua população era de 268 habitantes.
Em 2006, foi estimada uma população de 301, um aumento de 33 (12.3%).

## Geografia
De acordo com o United States Census Bureau tem uma área de
1,8 km², dos quais 1,8 km² cobertos por terra e 0,0 km² cobertos por água.

## Localidades na vizinhança
O diagrama seguinte representa as localidades num raio de 56 km ao redor de Ryegate.